# Конта
Конта̀ (на италиански: Contà) е община в Северна Италия, автономна провинция Тренто, автономен регион Трентино-Южен Тирол. Административен център на общината е село Терес (Teres), което е разположено на 593 m надморска височина. Населението на общината е 1429 души (към 2018 г.).
Общината е създадена в 1 януари 2016 г. Тя се състои от три предшествуващи общини Кунево, Флавон и Терес, които сега са най-важните центрове на общината.